# Den ogifte lorden
Den ogifte lorden, i original The Adventure of the Noble Bachelor, är en novell av den skotske författaren Sir Arthur Conan Doyle i hans serie berättelser om detektiven Sherlock Holmes. Den ogifte lorden publicerades ursprungligen i Strand Magazine och finns med i novellsamlingen The Adventures of Sherlock Holmes.

## Handling
Lord St. Simons brud, miss Hatty Doran, har försvunnit på själva dagen för deras bröllop. Bruden var med på själva vigseln, men försvann under mottagningen. Holmes anser att fallet är enkelt och löser det snabbt.

## Filmatiseringar
Novellen har filmatiserats, 1921 med Ellie Norwood som Holmes och även 1992 med Jeremy Brett som mästerdetektiven. I inspelningen med Jeremy Brett kallades äventyret "The Eligible Bachelor" och även handlingen var i viss mån förändrad jämfört med novellen.